# Тахмасп I
Тахмасп I (на персийски: شاه تهماسب یکم) е вторият ирански шах от династията на Сефевидите. Той има най-дългото управление (52 години) от членовете на своята династия.

## Живот
Като млад попада под властта на къзълбашите, тюркско племе, което представлява гръбнака на сефевидската мощ, много къзълбашки водачи се изреждат като негови регенти.
Неговото управление е запомнено с множество мирни договори с персийските врагове – Османската империя и узбеките. През 1555 той подписва договора от Амасия, с който прекратява над тридесетгодишната война с османците. Тридесет години по-късно шах Мохамед Ходабанда нарушава мира. Също така той помага на моголския император Хумаюн да си върне властта, след като тя е узурпирана от местни владетели, и за благодарност получава провинцията Кандахар. Това е отразено на много фрески в двореца „Чехел Сутун“.
Умира на 14 май 1576. Наследен е от по-големия си син Исмаил II, който следващата година умира от свръхдоза опиум.